# Quarab
Das Quarab Horse ist eine Kreuzung aus dem arabischen Vollblut und den amerikanischen Rassen Paint Horse oder Quarter Horse. Bereits seit den 1950er Jahren wird diese Rasse vorwiegend in von Ranchern Amerika gezüchtet. In Deutschland ist die Rasse seit dem 1. Juni 2010 anerkannt und wird von dem 2004 gegründeten Verein German Quarab Horse Association e.V. (GQHA) betreut.

Hintergrundinformationen zur Pferdebewertung und -zucht finden sich unter: Exterieur, Interieur und Pferdezucht.

## Exterieur

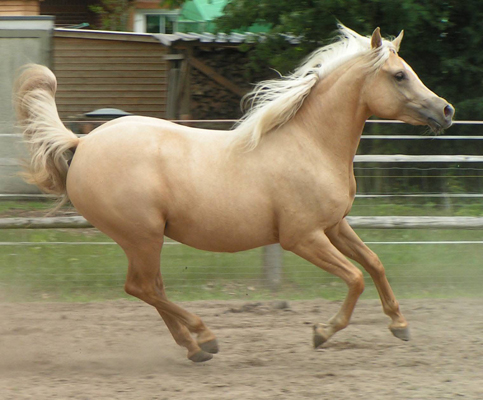
Palomino-Quarabstute

Quarabs vereinen die Ausdauer, die Bezogenheit auf Menschen, die stabilen Beine und das hübsche Gesicht des Vollblutarabers mit dem athletischen starken Körperbau, der Leistungsbereitschaft und den Sonderfarben der Quarter- und Painthorses miteinander. Es ist ein Allroundpferd und für viele verschiedene Disziplinen geeignet, beispielsweise für Distanzritte, Westernreiten oder bei Spring- und Dressurwettbewerben und als Freizeitpferd.

## Interieur
Quarabs können menschenbezogen wie ein Vollblutaraber sein, aber auch arbeitswillig und nervenstark wie ein Quarter- oder Painthorse. Wobei die Aufzucht eine ebenso große Rolle wie die Veranlagung spielt.

## Zucht
Angestrebt wird eine Reinzucht, also die Anpaarung von F1-Generationen oder höher. Die Ausgangsrassen Quarter- und Painthorse und Arabisches Vollblut sind zur Veredlung zugelassen.
Von der Anpaarung von 50:50 bis hin zur 1/8 bis 7/8 Methode wird gezüchtet. Ein Anteil von mindestens 75 % zu 25 % ist wünschenswert.
Die GQHA strebt eine Verbesserung der Rasse durch Bewertung und Eintragung ins Zuchtbuch an.